# 黃色蝴蝶魚
黃色蝴蝶魚，為輻鰭魚綱鱸形目蝴蝶魚科的其中一種。

## 分布
本魚僅分布於紅海及亞丁灣。

## 深度
水深3至20公尺。

## 特徵
本魚體圓形，全身金黃色，鰓蓋有一大紫斑，體側有12條以上之紅色垂直紋，尾鰭邊緣為褐色。體長可達23公分。

## 生態
本魚為常見的種類，喜歡成群地在珊瑚礁區游動，肉食性，以生活在岩縫中的甲殼類、貝類為食。

## 經濟利用
為觀賞魚，容易飼養。